# Фосса (коммуна)

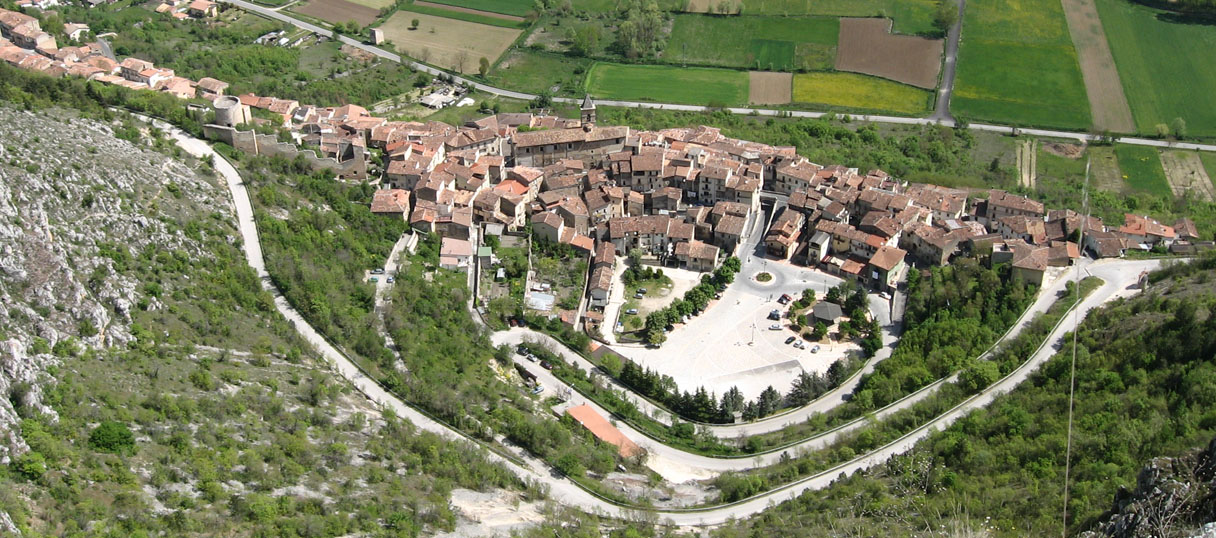
Фосса, вид с расположенного к югу от деревни скального обрыва.

Фо́сса (итал. Fossa) — коммуна в Италии, расположена в регионе Абруццо, подчиняется административному центру Л’Акуила.
Население составляет 673 человека (на 2005 г.), плотность населения составляет 77,98 чел./км². Занимает площадь 8,63 км². Почтовый индекс — 67020. Телефонный код — 0862.
Покровителем коммуны почитается святитель Климент I. Праздник ежегодно отмечается 23 ноября.

## Исторические памятники
- Церковь Санта Мария Ассунта
- Церковь Санта Мария ад Криптас (XIII в.). Повреждена во время землетрясения 2009 года.

## Известные уроженцы
- Бернардино да Фосса (Фосса, 1421 — Л’Акуила, 1503), в миру Джованни Амичи — писатель, историк; блаженный, почитаемый католической церковью.
- Джакомантонио, Чезидио (1873—1900) — святой Римско-Католической Церкви, священник, францисканец, миссионер, мученик.

## История
Фосса подверглась сильным разрушениям во время землетрясения 6 апреля 2009 года. Погибли два человека.

## Галерея

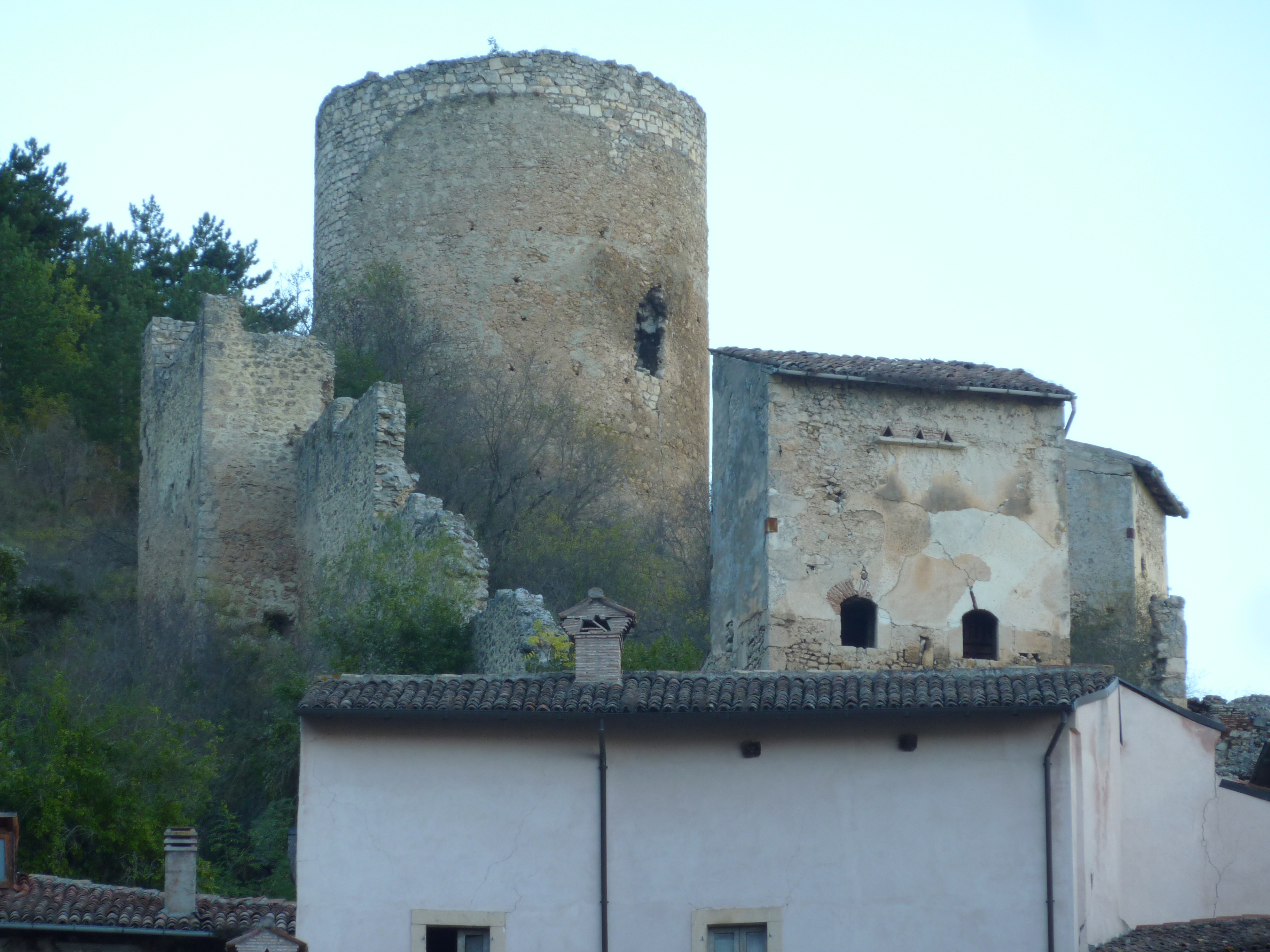
Замок Фосса
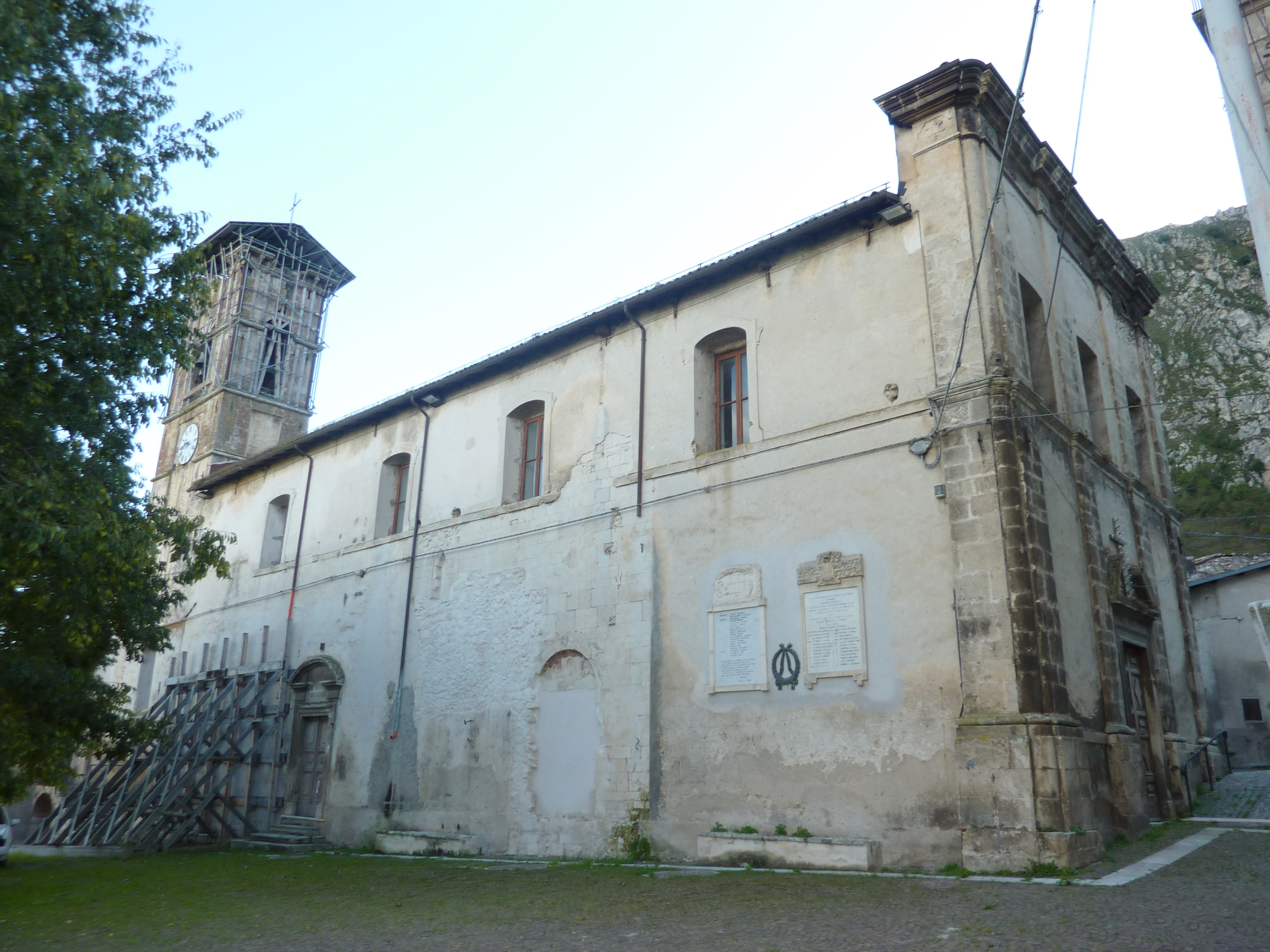
Церковь Санта Мария Ассунта
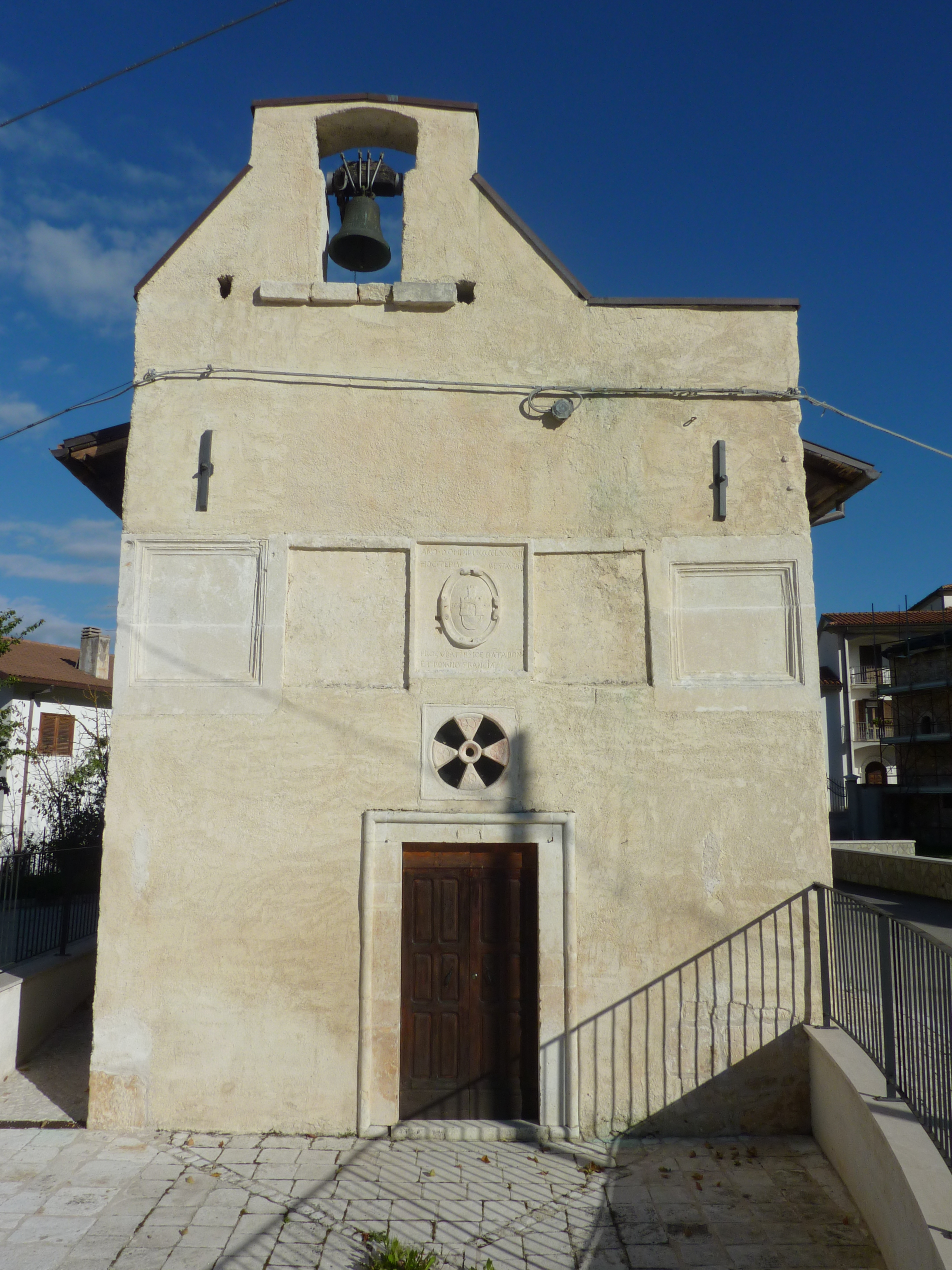
Церковь Святого Климента
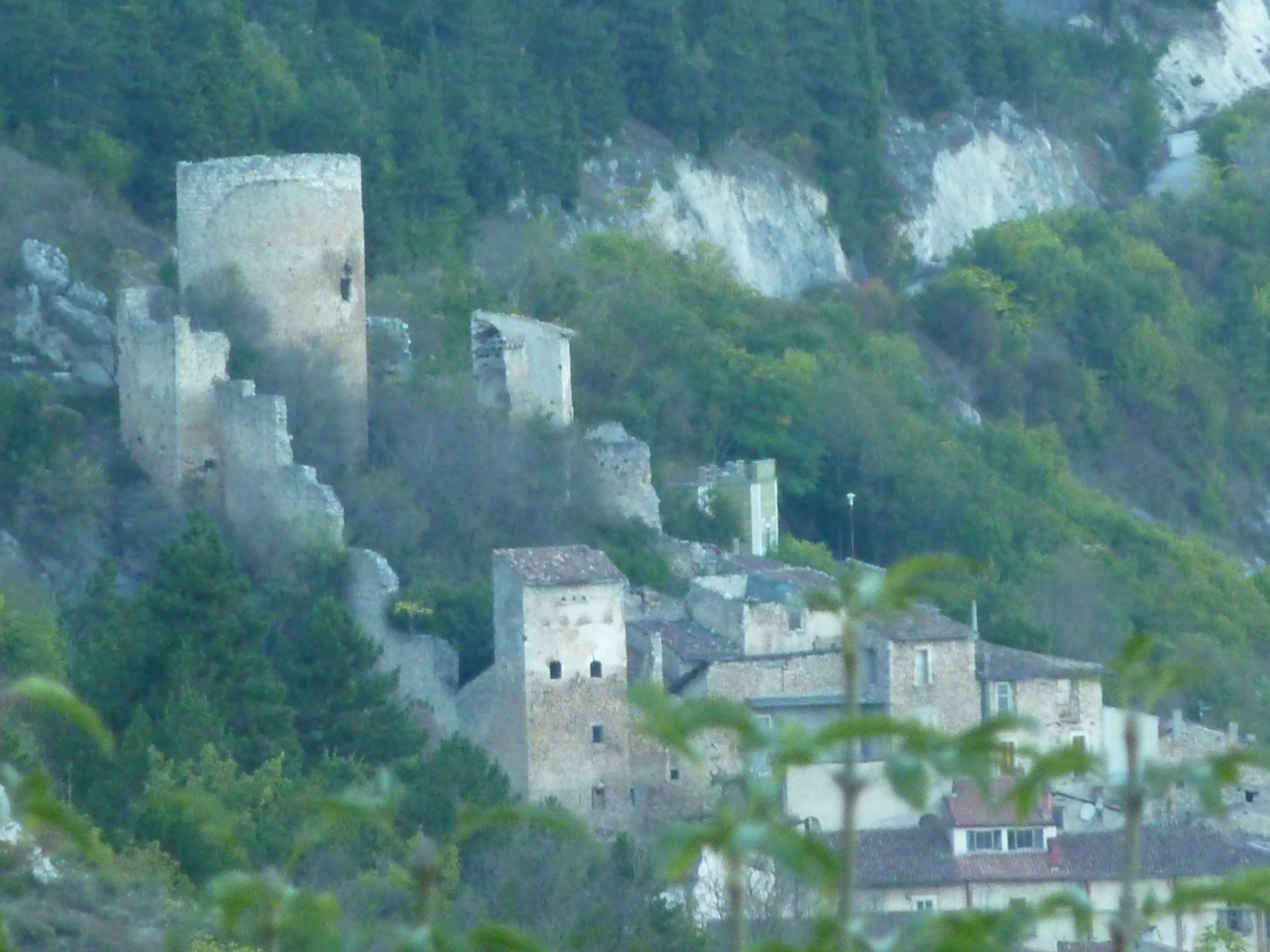
Средневековый замок
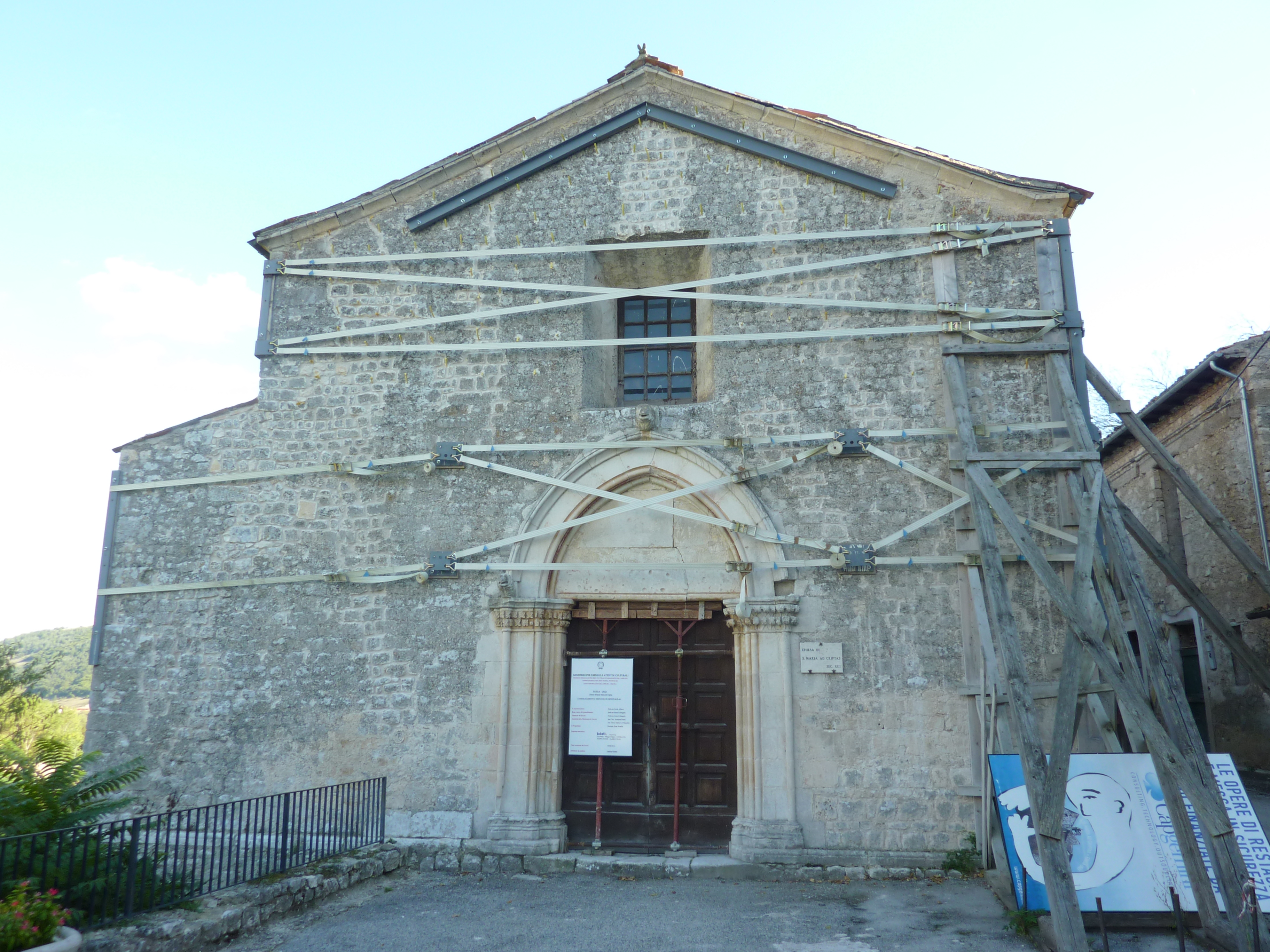
Церковь Санта Мария ад Криптас
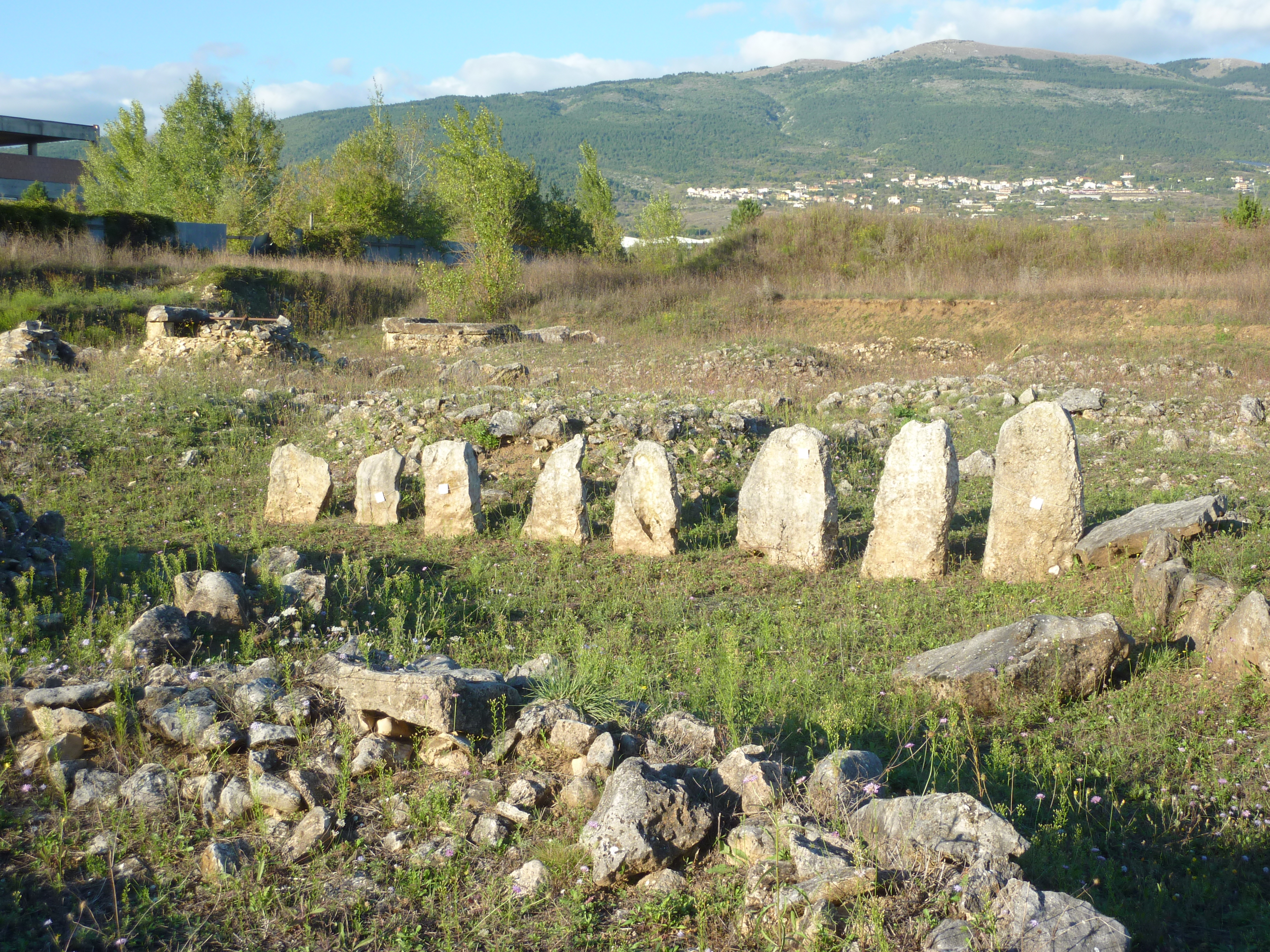
Некрополь Фосса